# Magnus Larsson
Magnus Larsson (Olofström, 25 maart 1970) is een voormalig Zweeds tennisser die tussen 1989 en 2003 actief was in het professionele tenniscircuit.
Larsson was zowel in het enkel als in het dubbelspel succesvol. Hoogtepunt in het enkelspel was het winnen van de Grand Slam Cup in 1994 door onder anderen Pete Sampras te verslaan in de finale.
In het dubbelspel won Larsson zes toernooien en verloor hij met landgenoot Nicklas Kulti de finale van Roland Garros in 1995 tegen Jacco Eltingh en Paul Haarhuis.
Ook maakte Larsson deel uit van het Zweedse team dat de Davis Cup won in 1997 door in eigen huis de Verenigde Staten met 5-0 te verslaan.

## Palmares

#### Enkelspel
| Legenda                       | Legenda               |
| ----------------------------- | --------------------- |
| Grand Slam                    |                       |
| Olympische Spelen             |                       |
| tot 2009                      | vanaf 2009            |
| Tennis Masters Cup            | ATP Finals            |
| ATP Masters Series            | ATP Tour Masters 1000 |
| ATP International Series Gold | ATP Tour 500          |
| ATP International Series      | ATP Tour 250          |

| Nr.              | Datum            | Toernooi                | Ondergrond    | Tegenstander in finale | Score                    | Details |
| ---------------- | ---------------- | ----------------------- | ------------- | ---------------------- | ------------------------ | ------- |
| Gewonnen finales |                  |                         |               |                        |                          |         |
| 1.               | 17 juni 1990     | ATP Florence            | Gravel        | Lawson Duncan          | 6-7, 7-5, 6-0            | Details |
| 2.               | 8 maart 1992     | ATP Kopenhagen          | Tapijt (i)    | Anders Järryd          | 6-4, 7-6(5)              | Details |
| 3.               | 3 mei 1992       | ATP München             | Gravel        | Petr Korda             | 6-4, 4-6, 6-1            | Details |
| 4.               | 13 maart 1994    | ATP Zaragoza            | Tapijt (i)    | Lars Rehmann           | 6-4, 6-4                 | Details |
| 5.               | 9 oktober 1994   | ATP Toulouse            | Hardcourt (i) | Jared Palmer           | 6-1, 6-3                 | Details |
| 6.               | 12 december 1994 | Grand Slam Cup, München | Tapijt (i)    | Pete Sampras           | 7-6(6), 4-6, 7-6(5), 6-4 | Details |
| 7.               | 20 februari 2000 | ATP Memphis             | Hardcourt (i) | Byron Black            | 6-2, 1-6, 6-3            | Details |
| Verloren finales |                  |                         |               |                        |                          |         |
| 1.               | 15 juli 1990     | ATP Båstad              | Gravel        | Richard Fromberg       | 2-6, 6-7(5)              | Details |
| 2.               | 19 juni 1994     | ATP Halle               | Gras          | Michael Stich          | 4-6, 6-4, 3-6            | Details |
| 3.               | 13 november 1994 | ATP Antwerpen           | Tapijt (i)    | Pete Sampras           | 6-7(5), 4-6              | Details |
| 4.               | 8 januari 1995   | ATP Doha                | Hardcourt     | Stefan Edberg          | 6-7(4), 1-6              | Details |
| 5.               | 16 april 1995    | ATP Barcelona           | Gravel        | Thomas Muster          | 2-6, 1-6, 4-6            | Details |
| 6.               | 20 oktober 1996  | ATP Toulouse            | Hardcourt (i) | Mark Philippoussis     | 1-6, 7-5, 4-6            | Details |
| 7.               | 14 juni 1998     | ATP Halle               | Gras          | Jevgeni Kafelnikov     | 4-6, 4-6                 | Details |
| 8.               | 5 maart 2000     | ATP Kopenhagen          | Hardcourt (i) | Andreas Vinciguerra    | 3-6, 6-7(5)              | Details |

### Dubbelspel
| Nr.                           | Datum            | Toernooi        | Ondergrond    | Partner           | Tegenstanders in finale          | Score            | Details |
| ----------------------------- | ---------------- | --------------- | ------------- | ----------------- | -------------------------------- | ---------------- | ------- |
| Gewonnen finales heren dubbel |                  |                 |               |                   |                                  |                  |         |
| 1.                            | 16 juni 1991     | ATP Florence    | Gravel        | Ola Jonsson       | Juan Carlos Baguena Carlos Costa | 3-6, 6-1, 6-1    | Details |
| 2.                            | 8 maart 1992     | ATP Kopenhagen  | Tapijt (i)    | Nicklas Kulti     | Hendrik Jan Davids Libor Pimek   | 6-3, 6-4         | Details |
| 3.                            | 24 april 1994    | ATP Monte Carlo | Gravel        | Nicklas Kulti     | Jevgeni Kafelnikov Daniel Vacek  | 3-6, 7-6, 6-4    | Details |
| 4.                            | 8 januari 1995   | ATP Doha        | Hardcourt     | Stefan Edberg     | Andrej Olchovski Jan Siemerink   | 7-6, 6-2         | Details |
| 5.                            | 16 februari 1997 | ATPMarseille    | Hardcourt (i) | Thomas Enqvist    | Olivier Delaître Fabrice Santoro | 6-3, 6-4         | Details |
| 6.                            | 11 juli 1998     | ATP Båstad      | Gravel        | Magnus Gustafsson | Lan Bale Piet Norval             | 6-4, 6-2         | Details |
| Verloren finales heren dubbel |                  |                 |               |                   |                                  |                  |         |
| 1.                            | 10 juni 1995     | Roland Garros   | Gravel        | Nicklas Kulti     | Jacco Eltingh Paul Haarhuis      | 7-6(3), 4-6, 1-6 | Details |
| 2.                            | 13 juli 1997     | ATP Båstad      | Gravel        | Magnus Gustafsson | Nicklas Kulti Mikael Tillström   | 0-6, 3-6         | Details |

## Prestatietabellen
| Legenda | Legenda                          |
| ------- | -------------------------------- |
| g.t.    | geen toernooi gehouden           |
| l.c.    | lagere categorie                 |
| –       | niet deelgenomen                 |
| G       | uitgeschakeld in de groepsfase   |
| 1R      | uitgeschakeld in de eerste ronde |
| 2R      | uitgeschakeld in de tweede ronde |
| 3R      | uitgeschakeld in de derde ronde  |
| 4R      | uitgeschakeld in de vierde ronde |
| KF      | uitgeschakeld in de kwartfinale  |
| HF      | uitgeschakeld in de halve finale |
| F       | de finale verloren               |
| W       | het toernooi gewonnen            |
| w-v     | winst/verlies-balans             |

### Enkelspel
| Toernooi        | 1989 | 1990 | 1991 | 1992 | 1993 | 1994 | 1995 | 1996 | 1997 | 1998 | 1999 | 2000 | 2001 | 2002 | 2003 |
| --------------- | ---- | ---- | ---- | ---- | ---- | ---- | ---- | ---- | ---- | ---- | ---- | ---- | ---- | ---- | ---- |
| Australian Open | 1R   | 2R   | 1R   | 1R   | 2R   | 1R   | 4R   | 3R   | 2R   | 1R   | –    | –    | –    | –    | 1R   |
| Roland Garros   | –    | –    | 3R   | 3R   | 3R   | HF   | 4R   | 1R   | 3R   | 1R   | 2R   | –    | 3R   | –    | –    |
| Wimbledon       | –    | 1R   | 2R   | 3R   | 2R   | 1R   | –    | 2R   | –    | 4R   | 1R   | –    | 3R   | 1R   | –    |
| US Open         | –    | –    | 3R   | 2R   | KF   | 1R   | –    | 1R   | KF   | KF   | 3R   | –    | 1R   | –    | –    |

### Dubbelspel
| Toernooi        | 1990 | 1991 | 1994 | 1995 | 1996 |
| --------------- | ---- | ---- | ---- | ---- | ---- |
| Australian Open | 1R   | –    | –    | 1R   | 1R   |
| Roland Garros   | –    | 1R   | 2R   | F    | 1R   |
| Wimbledon       | –    | –    | 2R   | –    | 2R   |
| US Open         | –    | –    | HF   | –    | –    |